# Алебастрово (Пермский край)
Алебастрово — деревня в Пермском районе Пермского края. Входит в состав Сылвенского сельского поселения.

## Географическое положение
Расположена на берегу реки Сылва при впадении в неё реки Половинка, к востоку от административного центра поселения, посёлка Сылва. Одноимённая железнодорожная станция Алебастрово на ветке Пермь — Чусовой.

## Население
| 2010 |
| ---- |
| 25   |

## Улицы[2]
- Зелёная ул.
- Логовая ул.
- Нагорная ул.
- Советская ул.

## Топографические карты
- Лист карты O-40-66 Сылва. Масштаб: 1 : 100 000. Издание 1977 г.